# Malagueña (brano musicale)
Malagueña è una canzone del compositore cubano Ernesto Lecuona, tratta dal sesto movimento della Suite Andalucía, a cui aggiunse il testo in spagnolo. La suite nella sua interezza non è mai riuscita a conquistare il grande pubblico, mentre la melodia di Malagueña è divenuta molto popolare ed è  diventata uno standard popolare, jazz, per orchestra, ecc..